# NK Špansko
Der NK Špansko ist ein Fußballverein aus der kroatischen Hauptstadt Zagreb. Er spielt zur Saison 2021/22 in der viertklassigen kroatischen Liga, der 4. NL – Središte Zagreb A.

## Geschichte
Der NK Špansko wurde 1958 gegründet. Er nahm mehrmals am Kroatischen Fußballpokal teil und erreichte 1994/95 und 1997/98 jeweils das Achtelfinale. Von 1992 bis 1998 spielte der Verein durchgehend in der zweitklassigen 2. HNL.

## Stadion
Die Heimspiele trägt der Klub im Stadion NK Špansko, das 1.000 Zuschauer fasst, aus. Zur Anlage gehört auch ein Kunstrasenplatz, wo die Jugend ihre Spiele austrägt.

## Bekannte Spieler
- Branko Strupar
- Damir Mužek
- Shūichi Mase